# 제27회 모스크바 국제 영화제
제27회 모스크바 국제 영화제는 2005년 6월 17일에 열린 시상식이다.

## 수상 및 후보

### 대상
- 우주를 꿈꾸며 - 알렉세이 유치텔 수상

### 심사위원특별상
- 얼어붙은 땅 - 아쿠 로히미스 수상

### 여우주연상
- 빼앗긴 시선 - Vesela Kazakova 수상

### 남우주연상
- Tabl-e bozorg zir-e pai-e chap - Hamid Farahnejad 수상

### 감독상
- 디어 웬디 - 토마스 빈터베르그 수상

### 새로운 시선상
- How the Garсia girls spent their summer - Georgina Riedel 수상

### 월드시네마 공로상
- 이스트반 자보 수상

### FIPRESCI상
- 몽골로이드 기타 - 루벤 외스트룬드 수상

### 모스크바 행복감
- 발칸칸 - 다르코 미트레프스키
- 얼어붙은 땅 - 아쿠 로히미스
- 몽골로이드 기타 - 루벤 외스트룬드
- 양치기 소년 - 유수프 라지코프
- Welcome Home - Andreas Gruber
- 디어 웬디 - 토마스 빈터베르그
- 내가 원하는 삶 - 주세페 피치오니
- 우주를 꿈꾸며 - 알렉세이 유치텔
- Left Foot Forward on the Beat - Kazem Ma’asoumi
- Brides - Pantelis Voulgaris
- The Last Moon - Miguel Littin
- The Outcome - Juan Pinzas
- 빼앗긴 시선 - 라도슬라프 니콜로프 스파쇼프
- Hassan’s Smile - Frederic Goupil
- Porcellan Doll - Peter Gardos
- Wrong Side Up - 피터 젤렌카
- 춤스크러버 - 아리 포신